# PZInż 152
PZInż 152 – polski projekt gąsienicowego ciągnika artyleryjskiego z okresu przed II wojną światową. Przewidziany do holowania armat artylerii ciężkiej, uciąg na haku 5000 kg. Wyposażony w silnik gaźnikowy PZInż. 725 o mocy 100 KM (73,6 kW) przy 2800 obr./min. Większość podzespołów pojazdu była zunifikowana z zatwierdzonym do produkcji czołgiem rozpoznawczym 4TP. Do wybuchu wojny zdołano wyprodukować parę prototypów.